# 霍爾茨魏爾湖 (埃伯哈德采爾)
47°59′40″N 9°54′48″E / 47.994453°N 9.913414°E

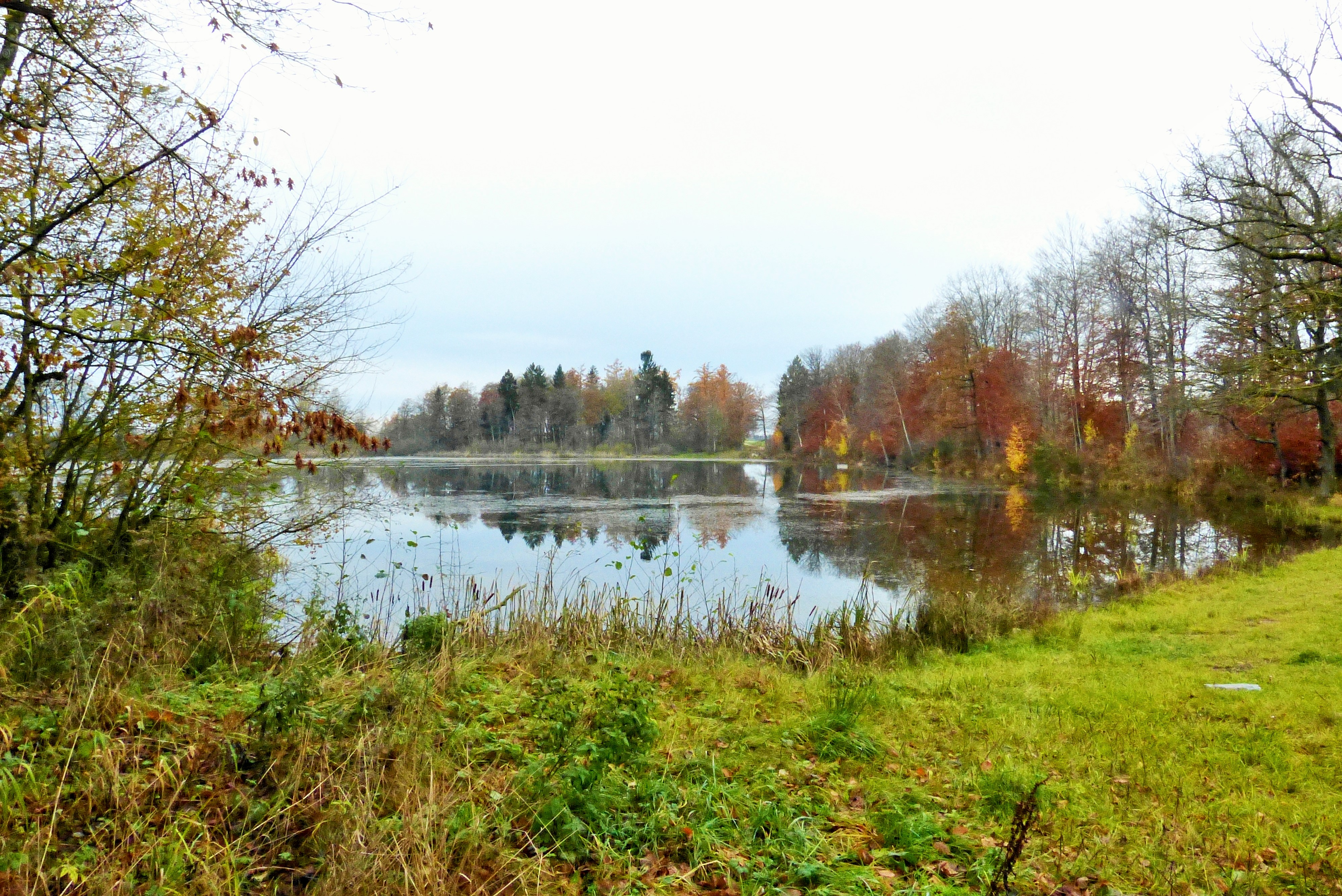

霍爾茨魏爾湖（德語：Holzweiher），是德國的湖泊，位於該國西南部，由巴登-符騰堡州負責管轄，處於埃伯哈德采爾，海拔高度676米，平均水深1.5米，最大水深3.2米，水體容量7.7萬立方米。